# Морье (коммуна)
Морье́ (фр. Moriez, окс. Moriers) — коммуна во Франции, находится в регионе Прованс — Альпы — Лазурный Берег. Департамент коммуны — Альпы Верхнего Прованса. Входит в состав кантона Сент-Андре-лез-Альп. Округ коммуны — Кастелан.
Код INSEE коммуны — 04133.

## Население
Население коммуны на 2008 год составляло 183 человека.
| 1962 | 1968 | 1975 | 1982 | 1990 | 1999 | 2008 |
| ---- | ---- | ---- | ---- | ---- | ---- | ---- |
| 195  | 188  | 168  | 170  | 160  | 178  | 183  |

## Экономика
В 2007 году среди 111 человек в трудоспособном возрасте (15—64 лет) 70 были экономически активными, 41 — неактивными (показатель активности — 63,1 %, в 1999 году было 60,4 %). Из 70 активных работали 62 человека (30 мужчин и 32 женщины), безработных было 8 (5 мужчин и 3 женщины). Среди 41 неактивных 12 человек были учениками или студентами, 19 — пенсионерами, 10 были неактивными по другим причинам.

## Достопримечательности
- Приходская церковь Сен-Бартелеми XV века с апсидой XII века
- Фонтан (1644 год)
- Часовня Нотр-Дам-дю-Серре
- Руины церкви Сен-Жерар-дю-Кастелле
- Бывшая приходская церковь Сен-Клод (XIX век)
- Руины часовни Сен-Пьер

## Фотогалерея

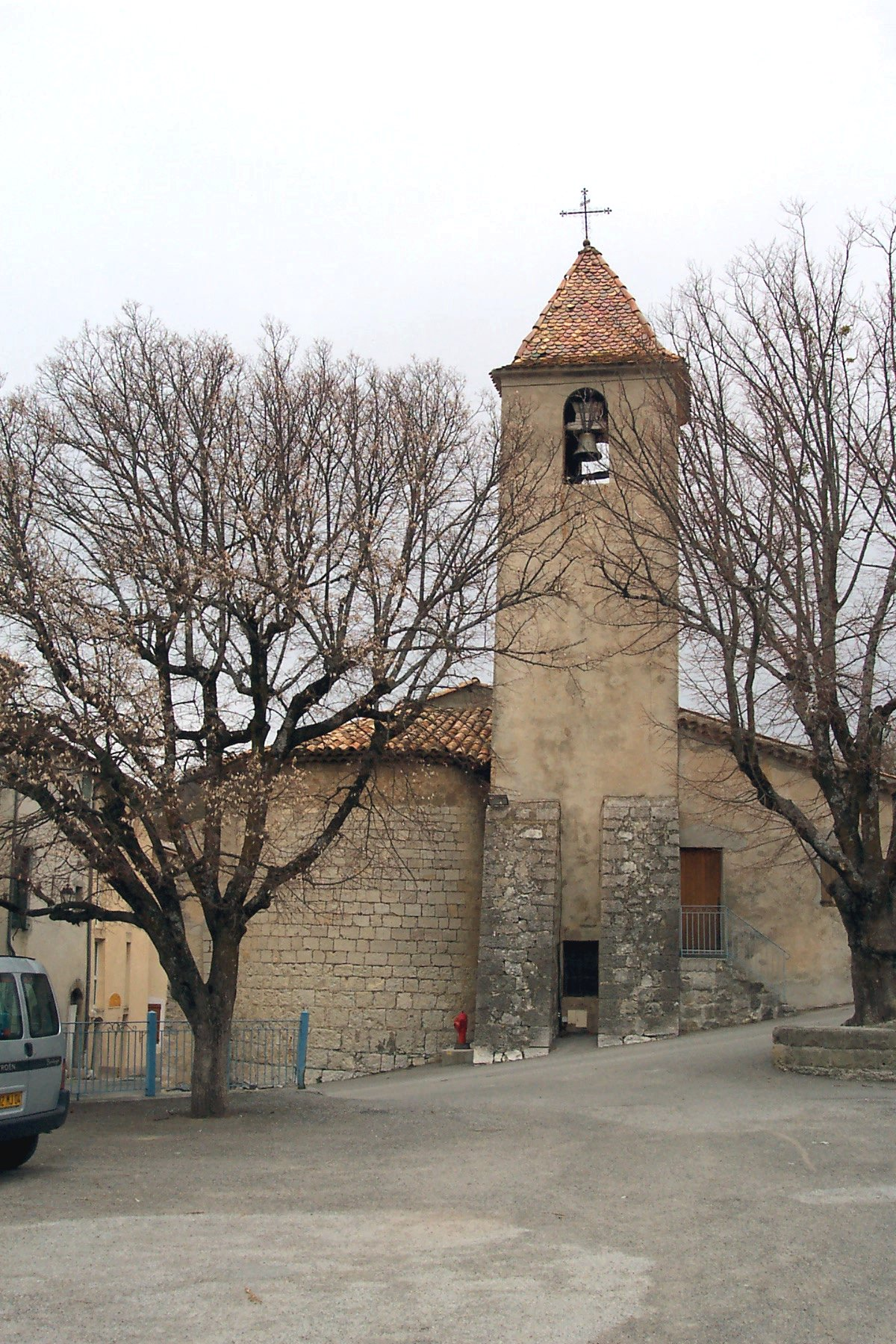
Колокольня церкви
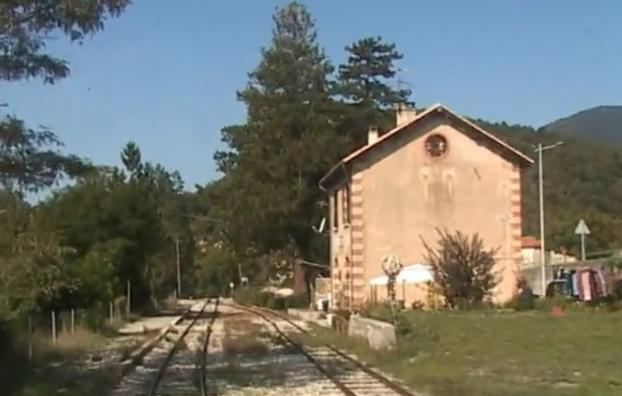
Вокзал